# Cantate Domino

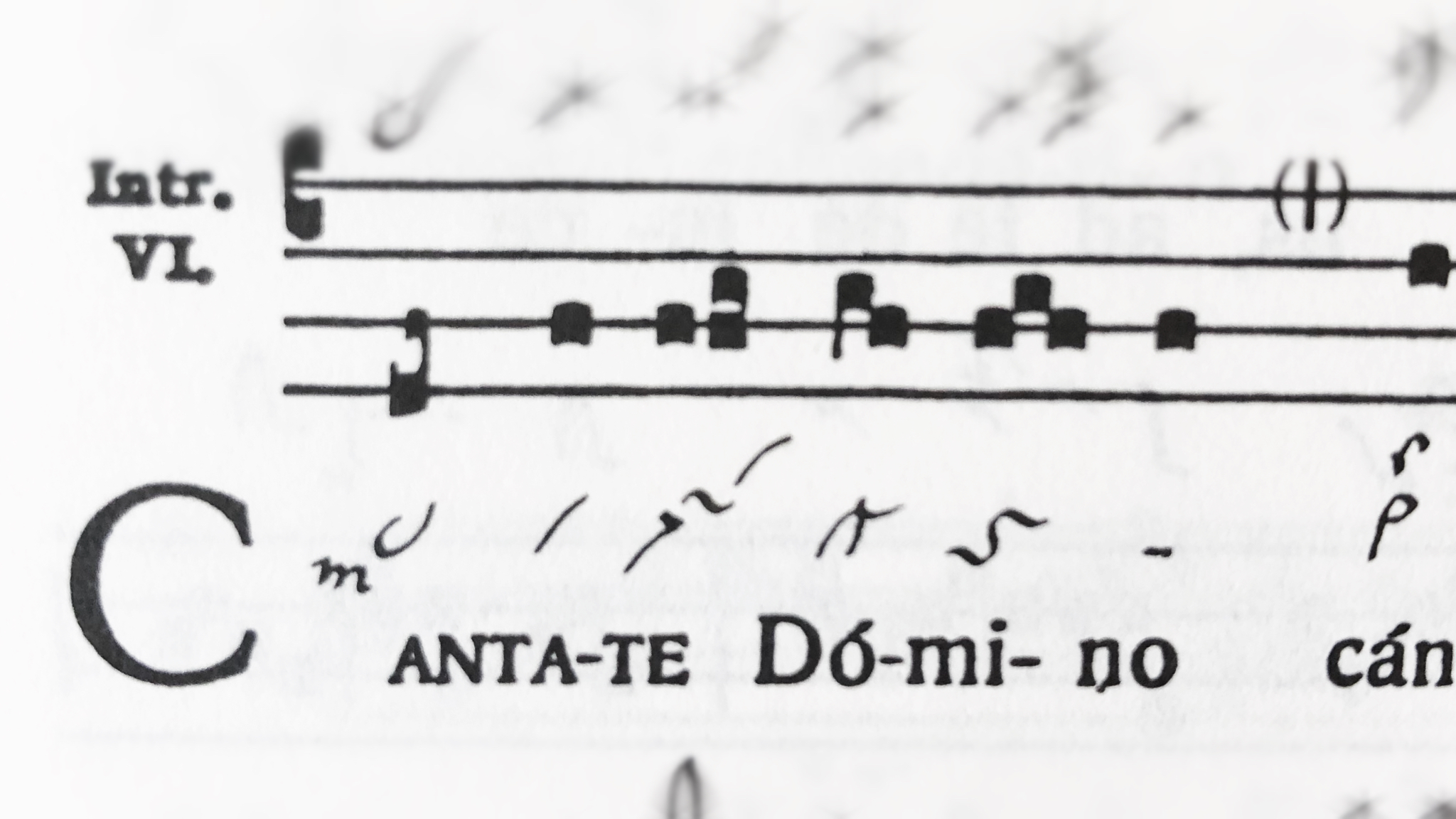
Incipit dell'Introito Cantate Domino dal Graduale Novum

Cantate Domino è un introito del tempo pasquale che dà il nome alla Dominica Cantate. Appartiene alla liturgia della Messa della Dominica quinta Paschae o della Dominica IV post Pascha.

## Testo
allelúia: 

quia mirabília fecit Dóminus, 

allelúia: 

ante conspéctum géntium revelávit iustítiam suam,
 allelúia, allelúia, allelúia.
Salvávit sibi déxtera eius: 

et bráchium sanctum eius. 

(Ps. 97, 1-2)»
allelúia:  

perché il Signore ha fatto meraviglie, 

allelúia: 

ha rivelato la sua giustizia agli occhi delle genti, 
 allelúia, allelúia, allelúia.
Gli diedero la vittoria la sua destra  

e il suo santo braccio. 

(Sal. 97, 1-2)»

## Testimonianza di un commentario medievale
Un riferimento e commento a questo introito è presente nella Summa sulla liturgia di Guglielmo di Auxerre:
Eodem modo quarta dominica invitamur ad iubilum, sed specialiter gentes, unde introitus est: "cantate domino canticum novum, quia mirabilia fecit dominus".
Bernardus: "tria fecit mirabilia in incarnatione sua: quod mater esset virgo, quod deus homo, quod anima fidelis". "In conspectu gentium revelavit iusticiam suam", id est filium suum.
Versus: "salvavit sibi dextera eius et brachium sanctum eius".»
L'arcidiacono di Beauvais cita sia questo introito sia il suo versetto Salvavit sibi. La Summa liturgica riporta, come autorità un Sermone di Bernardo di Chiaravalle sulla Vigilia di Natale che commenta i mirabilia. Cantate Domino, infatti, è anche un salmo tipicamente natalizio come dimostra l'offertorio Cantate domino omnis terra.

## Luteranesimo
La Dominica Jubilate è presente anche nel calendario liturgico luterano e corrisponde alla quinta Domenica di Pasqua. Poiché e spesso utilizzata nei sermoni annuali sugli inni e musica liturgica, è alcune volte chiamata: "Sing-song Sunday".

### Cantate di Johann Sebastian Bach per laDominica Cantate
Il celebre compositore Johann Sebastian Bach scrisse un paio cantate sacre per la liturgia luterana da utilizzarsi proprio in occasione della Dominica Cantate. Esse presentano un testo di derivazione scritturistica ispirato alle letture della liturgia del giorno: Gc 1, 17-21 e Gv 16, 5-15
- Wo gehest du hin? BWV 166 (7 Magie 1724
- Es ist euch gut, daß ich hingehe, BWV 108 (29 aprile 1725)

## Chiesa ortodossa
Per la Chiesa ortodossa è conosciuta come la domenica della Samaritana poiché nella celebrazione si legge Gv 4, 5-42, "Brano del Vangelo in cui è riportata la conversione di questa donna". Si tratta di una pericope tradizionalmente inserita nei percorsi battesimali per il tema dell'acqua. Nella liturgia romana appartiene alla terza domenica di Quaresima, mentre in quella ambrosiana alla seconda domenica di Quaresima.

### Testi di liturgia contemporanea
- Graduale Triplex, Moines de Solesmes, 1979 p.225
- Graduale Novum de Dominicis et Festis, GÖSCHL, Johannes Berchmans, et alii, 2011 p.198
- Graduale restitutum - gregor-und-taube.de, Anton STINGL, jun.

### Testi medievali
- Bamberg, Staatsbibliothek lit. 6 f. 45 Bavaricon p. 94
- Bamberg, Staatsbibliothek lit.7 f. 42v Incipit non noté Bavaricon p. 87
- Benevento, Biblioteca Capitolare 33 f. 89v
- Benevento, Biblioteca Capitolare 34 f. 149v
- Bruxelles, bibliothèque royale 10127-44 - Mont-Blandin AMS 90
- Cambrai, Bibliothèque municipale 0075 (0076) - St-Vaast d’Arras f. 92v
- Cologny (Genève), Bibliotheca Bodmeriana C 74 - St. Cecilia in Trast. f. 91r
- Einsiedeln, Stiftbibliothek 121 f. 231
- Graz, Universitätsbibliothek 807 f. 112v
- Laon, Bibliothèque municipale 239 f. 119 Facsimilé p. 114
- Montpellier, Bibliothèque de l’Ecole de Médecine H 159 f. 39 3.p ; autre numérotation : 67
- Paris, Bibliothèque nationale de France 776 - Albi f. 78
- Paris, Bibliothèque nationale de France lat. 903 - Saint-Yrieix f. 167
- Paris, Bibliothèque nationale de France lat 9434 - St-Martin de Tours f. 131r
- Paris, Bibliothèque nationale de France lat. 12050 - Ant. Corbie AMS 90
- Paris, Bibliothèque nationale de France lat. 17436 - Compiègne AMS 90
- Paris, Bibliothèque nationale de France lat 18010 - Gr. Corbie f. 27v
- Paris, Bibliothèque Sainte-Geneviève 111 - Senlis AMS 90
- Roma, Biblioteca Angelica 123 - Angelica 123 f. 117v
- Sankt-Gallen, Stiftsbibliothek 339 f. 115 Facsimilé p. 84
- Sankt-Gallen, Stiftsbibliothek 376 p. 211
- Zürich, Zentralbibliothek Rh. 30 - Gr. Rheinau AMS 90